# غونهيلد كريستنسن
غونهيلد كريستنسن (بالهولندية: Gunhild Kristensen)‏ هي رسامة وفنانة هولندية، ولدت في 6 أبريل 1919 في لايدن في هولندا، وتوفيت في 21 يناير 2002 في Oosterbeek ‏ في هولندا.